# Сульфид ванадия
Сульфид ванадия — бинарное неорганическое соединение, соль металла ванадия и сероводородной кислоты с формулой VS, чёрно-коричневые кристаллы.

## Получение
- Разложение сульфида ванадия(III) при длительном нагревании:

{\displaystyle {\mathsf {V_{2}S_{3}\ {\xrightarrow {850-950^{o}C,\tau }}\ 2VS+S}}}
- Восстановление сульфида ванадия(III) водородом:

{\displaystyle {\mathsf {V_{2}S_{3}+H_{2}\ {\xrightarrow {850-1100^{o}C,\tau }}\ 2VS+H_{2}S}}}
- Сплавление оксида ванадия(V) с серой в инертной атмосфере:

{\displaystyle {\mathsf {2V_{2}O_{5}+9S\ {\xrightarrow {400^{o}C}}\ 4VS+5SO_{2}}}}

## Физические свойства
Сульфид ванадия образует чёрно-коричневые кристаллы 
гексагональной сингонии, пространственная группа P 6/mmc, параметры ячейки a = 0,334 нм, c = 0,5785 нм, Z = 2.

## Химические свойства
- Окисляется при нагревании на воздухе:

{\displaystyle {\mathsf {4VS+9O_{2}\ {\xrightarrow {T}}\ 2V_{2}O_{5}+4SO_{2}}}}